# 安道尔人口
安道尔的人口估计为 79,034 人（2021 年）。三分之二的居民没有安道尔国籍，无权在社区选举中投票。 此外，他们不得当选总理或拥有私人公司超过33%的股权。外国侨民以西班牙人为主（占43%），还有葡萄牙人（11%）和法国人（7%）等。